# Aleksandrs Roslovs
Aleksandrs Roslovs (født 11. marts 1983 i Liepāja) er en pensioneret lettisk fodboldspiller, hvis primære position på banen har været i forsvaret (som højre back).

## Spillerkarriere

### Klubkarriere
Aleksandrs Roslovs, som oprindeligt er født i en by godt 200 km vest for Letlands hovedstad Riga, debuterede på seniorplan for Riga-holdet FK Audas bedste mandskab i løbet af den første halvdel af 2001-sæsonen, da klubben på daværende tidspunkt var placeret i Letlands næstbedste fodboldrække, Pirmā Līga. Den pågældende sæson vandt klubben sin række, hvilket resulterede i en oprykning til den bedste lettiske fodboldrække i 2002-sæsonen.
Roslovs startede sin seniorkarriere i dansk fodbold, da defensivspilleren lagde ud med at spille for den bornholmske eliteoverbygning FC Bornholm i august måned 2001. I efterårssæsonen blev det til to kampe i Kvalifikationsrækken, pulje 1, to kampe for Knudsker Idrætsforening (en af FC Bornholm moderklubberne) i Bornholms Ligaen, hvor han scorede to mål samt tre kampe for FC Bornholm U21-holdet .
Herefter flyttede Roslovs til Østjylland og fra og med forårssæsonen 2002 fortsatte han spillerkarrieren i 1. divisionsklubben Randers Freja (her blev han tilbudt en to-årig kontrakt efter en vellykket prøvetræning) med den nytiltrådte cheftræner Kim Poulsen. Det blev til spilletid i en række 1. divisionskampe samt pokalkampe. Klubben opnåede i 2001/02-sæsonen at spille sig frem til semifinalen i pokalturneringen, hvor man blev slået ud af de senere pokalmestre, Superligaholdet Odense Boldklub. Roslovs' indsats på grønsværen for Randers Frejas 1. seniorhold gik ikke ubemærket hen og bragte ham "i flere danske ligaklubbers søgelys".
Med virkning fra den 1. januar 2003 dannedes den professionelle overbygning Randers FC mellem Randers Freja og seks randrusianske naboklubber i serierne, hvorefter den lettiske forsvarsspiller forsatte i den nyetablerede fodboldklub med den nye cheftræner Lars Olsen. Det blev samlet til 10 optrædener (ingen scoringer) for kronjyderne i foråret 2003, men Roslovs slog ikke kvalitetsmæssigt til som højre back, som han forinden havde gjort i 2002. Efter afslutningen på forårssæsonens kampe forlod Roslovs 1. divisionsklubben på trods af Randers FC havde en kontrakt med letten indtil den 31. januar 2004 og ikke var interesseret i at slippe ham eller ophæve en gyldig aftale. Baggrunden skulle være, at Roslovs var nødt til at have en fuldtidskontrakt for at måtte opholde sig i landet (ifølge reglerne for lande udenfor EU). I sidste ende besluttede klubbens ledelse i enighed med Roslovs at få sin kontrakt med Randers FC ophævet godt et halvt år før dens udløb.
FC Hämeenlinna fra den bedste finske række hentede i løbet af august 2003 Roslovs til finsk fodbold, hvor defensivspilleren havde godt et halvandet år langt professionelt karriereophold. Efter FC Hämeenlinnas nedrykning fra den bedste finske fodboldrække, Veikkausliiga, som følge af en sidsteplads i 2004-sæsonen, valgte Roslovs at forlade klubben for at vende tilbage til dansk fodbold. Med Letlands indtræden i den Europæiske Union den 1. maj 2004 kunne Roslovs nu betragte sig selv som EU-borger, hvilket ikke stillede krav om hverken at skulle arbejde eller studere ved siden af fodbolden eller have en fuldtidsprofessionel kontrakt i en fodboldklub for at opnå en opholdstilladelse indenfor EU's grænser.
Den 28. februar 2005, kort tid inden forårssæsonens start, blev Roslovs som transferfri tilknyttet 1. divisionsklubben Boldklubben Fremad Amager under ledelse af Benny Johansen. Han trådte direkte ind som fast mand i forsvaret og deltog aktivt i samtlige af førsteholdets kampe i forårsæsonen 2005. Den officielle debut for amagerkanerne skete den 6. marts 2005 i forbindelse med en hjemmebanekamp (den blev spillet i Telia Parken pga. sne på banen i Sundby Idrætspark) i pokalturneringens kvartfinale mod Superliga-holdet F.C. København, som vandt pokalkampen med cifrene 3-1.
Efter godt fem måneder på Amager indgik Roslovs den 5. juli 2005 en et-årig aftale med 1. divisionskollegaerne fra Ølstykke FC med Michele Guarini på cheftrænerposten. Debuten for ØFC fandt sted den 31. juli 2005 på hjemmebane mod Akademisk Boldklub – kampen endte uafgjort med cifrene 1-1. Facit blev samlet 20 kampe (ingen scoringer) for højrebacken på klubbens førstehold i løbet af 2005/06-sæsonen, hvor slutplaceringen blev ottendeplads i den næstbedste række. Efter sæsonens afslutning valgte man at halvere klubbens spillerbudget, hvilket betød at en række af klubbens udenlandske spillere i løbet af sommerpausen 2006 forlod den nordsjællandske klub – inklusiv Aleksandrs Roslovs, der søgte et højere ambitionsniveau end "at ligge og kæmpe om overlevelse i 1. division".
I sommerpausen 2006 vendte Roslovs på ny tilbage til 1. divisionsklubben Boldklubben Fremad Amager, som han underskrev en kontrakt med. Forsvarsspillerens første optræden efter at være vendt tilbage til Sundby-klubben fandt sted den 10. september 2006 i forbindelse med en udebanekamp mod Kolding FC. I løbet af sin tid med Boldklubben Fremad Amager opnåede forsvarsspilleren spilletid på henholdsvis klubbens bedste mandskab i 1. division, reserveholdet i Københavnsserien samt klubbens U21-hold og oplevede sæsonen med tre forskellige cheftrænere. Forsvarerens ene scoring faldt som et reduceringsmål efter 14 minutter af udebanekampen mod Køge Boldklub i 18. spillerunde af 1. division den 9. april 2007, da Roslovs skød blødt fra midterlinjen og uden at nogen andens berøring så bolden hoppe en enkelt gang over KB's målmand John Lundbye og dernæst rulle i mål. I sæsonens næstsidste kamp blev Roslovs slemt skadet. Efter klubbens nedrykning til den tredjebedste række var en kendsgerning, som følge af en sidsteplads i divisionen, forlod forsvarsspillren sammen med 19 andre spillere Fremad Amager som en del af de nye klubejeres større udskiftning af den hidtidige spillertrup.
Roslovs skiftede til 1. divisionsklubben Hellerup IK efter sommerpausen 2007, hvor letten spillede hele efterårssæsonen 2007. En forstrækning i forlåret, som han fik for Boldklubben Fremad Amager lige før sommerpausen, sendte dog Roslovs ud på bænken i de fleste af Gentofte-klubbens officielle kampe og fik som konsekvens kun spilletid i tre divisionskampe (ingen scoringer). Forsvarsspilleren fik først sin officielle debut i den blå-hvide spillerdragt midt på efteråret i forbindelse med hjemmebanekampen på Gentofte Stadion mod Boldklubben Frem den 15. september 2007, da Roslovs blev skiftet ind i stedet for Jesper Duelund på midtbanen.
Ved årsskiftet 2007/2008 foretog højrebacken et klubskifte til hans tidligere klub Ølstykke FC, nu under ledelse af den nytiltrådte cheftræner Clement Clifford. Roslovs gjorde comeback på grønsværen for Ølstykke FC den 30. marts 2008 i forbindelse med en hjemmebanekamp (den første turneringskamp for ØFC i foråret) på Ølstykke Stadion mod SønderjyskE i den næstbedste fodboldrække – kampen endte 2-0 i SønderjyskE's favør.

### Landsholdskarriere
Roslovs, der i det civile erhverv er uddannet som serviceøkonom, fik 17 kampe på det lettiske U21-landshold, hvor han blandt andet repræsenterede Randers Freja og Randers FC i en periode. Inden sin sidste sæson som ungdomslandsholdsspiller i 2004 opnåede Roslovs spilletid som forsvarsspiller i en række U21-kvalifikationskampe. Endvidere nåede den rødhårede defensivspiller godt 70 optrædener for Letlands diverse ungdomslandshold.